# Страздас, Антанас
Антанас Страздас (Антон(ий) Дроздовский; лит.  Antanas Strazdas; 9 марта 1760 года, Маргенай, Виленское воеводство, ВКЛ, Речь Посполитая — 23 апреля 1833 года, Камаяй, Браславский уезд, Литовско-Виленская губерния, Российская империя) — литовский поэт-священник XVIII—XIX веков.

## Биография

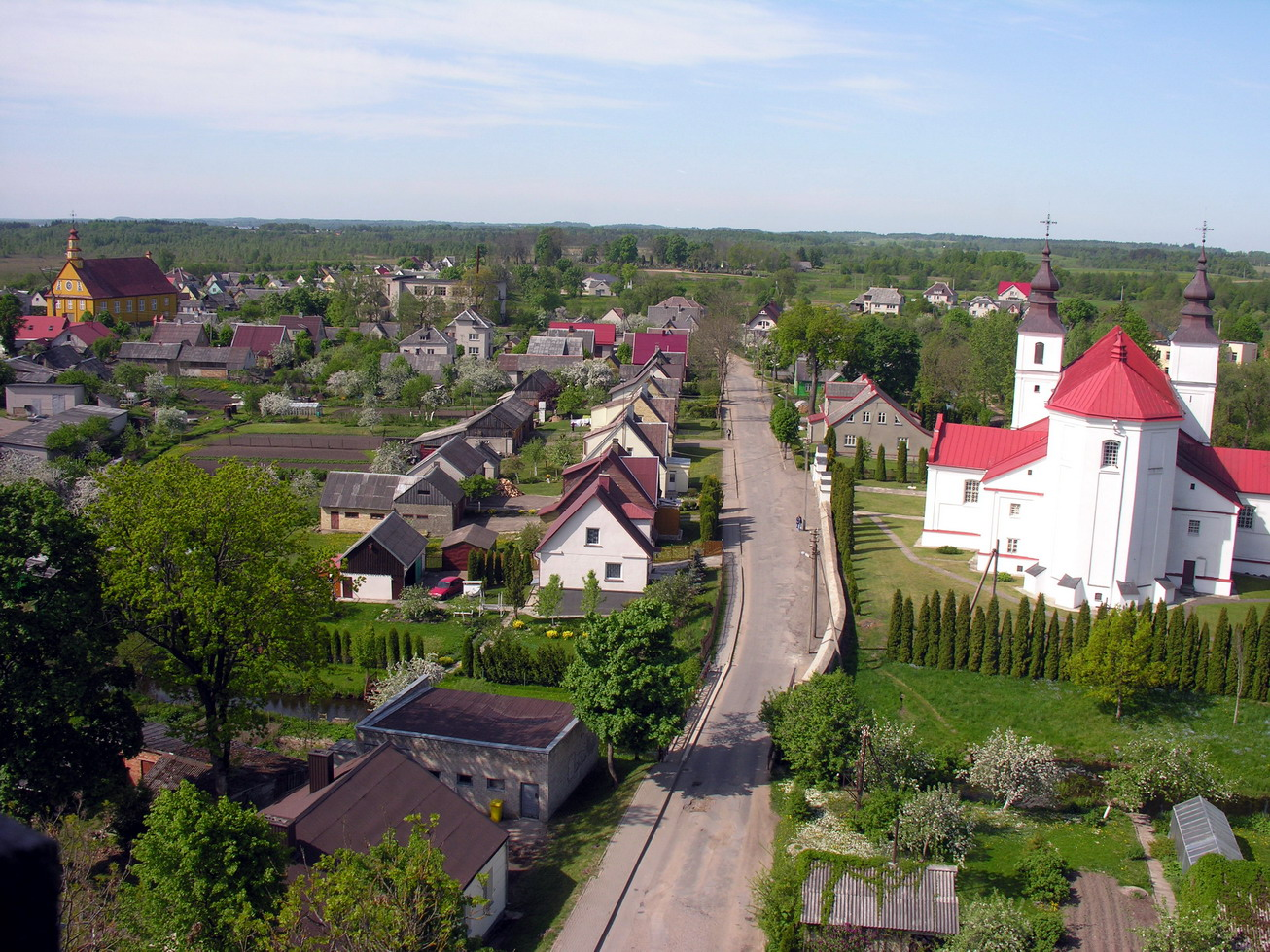
Городок Варняй. Литва

Антоний Дроздовский (так был записан по-польски) родился 9 марта 1760 года в деревне Маргенай в семье крепостного крестьянина. Местные крестьяне называли его «Страздас» (Дрозд). Учился в школах при разных монастырях, в том числе в Полоцке и Даугаве.
В 1789 году окончил Варняйскую духовную семинарию. Из-за своего беспокойного характера Страздас часто менял место жительства, переходил из одного прихода в другой. В 1820 году он поселился в Камаджае, где купил землю и держал ферму, лишь иногда выполнял свои обязанности священника.
В 1828 году Антанас Страздас был обвинен в неподобающем для священника поведении и заключен в Пажайслисский монастырь. Через год он покинул монастырь и вернулся в Камаджай, где умер всего четыре года спустя.

## Творчество

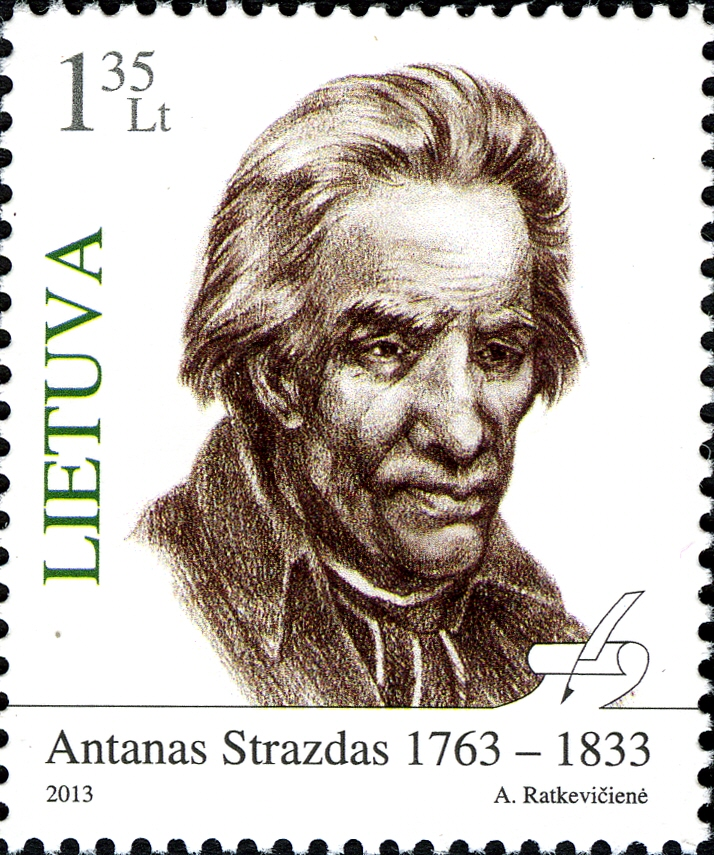
Почтовая марка Литвы (2013)

При жизни Страздаса было издано всего два тонких сборника стихов. Один из них, « Светские и духовные песни» («Giesmės svietiškos ir šventos»), изданный в 1814 году, содержит девять светских стихов и два гимна, написанных на литовском языке.
Второй сборник, «Ода Риге», был издан на польском языке в 1824 году. Третий сборник литовских стихов был уничтожен цензурой. Страздасу приписывают около 50 песен, которые и по сей день передаются из уст в уста. Однако установить авторство сложно из-за отсутствия письменных доказательств и из-за того, что песни Страздаса стали частью фольклора.
Самое известное произведение поэта, гимн «Pulkim ant kelių» (Упадем на колени), по сей день поют в церквях. Среди его самых известных стихотворений — «Страздас» (« Дрозд»), в нём поэт пишет о том, как птица поёт о крестьянских радостях и заботах; «Аушра» («Рассвет») рассказывает о радости, которую приносит рассвет; «Барнис» («Ссора») — единственное стихотворение о самом Страздасе.
Страздас избегал дворян и сохранял тесную связь с простыми людьми. Поэт, впитавший в себя красоту народных песен, сочинял стихи для простых крестьян. Его песни просты, а их содержание обычно касается жизни и труда крестьянина.
На его творчество большое влияние оказала польская поэзия, особенно сентиментальная поэзия, которая получила широкое распространение в конце XVIII- начале XIX века. Однако его «Ода Риге», написанная к годовщине основания Риги, доказала, что он может обращаться с более сложными поэтическими формами.
Антанас Страздас скончался 23 апреля 1833 года в деревне Камаяй.